# Артемчук Максим Олександрович
Максим Олександрович Артемчук (рос. Максим Александрович Артемчук; нар. 9 вересня 1999, Санкт-Петербург, Росія) — російський футболіст та функціонер, нападник.

## Життєпис
Вихованець петербурзької СДЮШОР № 5. У 2014 році юний футболіст вирушав на фінал Ліги чемпіонів до Португалії. У професійному футболі дебютував за другий склад «Динамо» (Санкт-Петербург), 19 липня 2017 року в поєдинку ПФЛ проти «Торпедо» (Владимир). Виступав в оренді у Першій лізі Сербії за «Пролетер» (Нови-Сад). За підсумками сезону команда росіянина посіла перше місце у турнірі та пробилася до Суперліги. Згодом повертався до вище вказаної країни країни, де певний час виступав за «Златибор» із Чаєтини.
У жовтні 2020 року, після нетривалого перебування у «Коломні», форвард уклав контракт із клубом ФНЛ «Нафтохімік» (Нижньокамськ). Через сезон опинився в системі «Балтики», але здебільшого грав за резервну команду у ФНЛ-2. За основу зіграв у першості два матчі. Наприкінці червня 2022 року відправився в оренду до завершення сезону до аутсайдера білоруської Вищої ліги «Динамо-Берестя». Уже в дебютному поєдинку у місцевій еліті відзначився єдиним голом у ворота «Вітебська» (1:0), який приніс своїй команді першу перемогу у чемпіонаті.

## Досягнення
- Перша ліга Сербії
  -  Чемпіон (1): 2017/18